# George Villiers, Công tước thứ 1 xứ Buckingham
George Villiers, Công tước thứ 1 xứ Buckingham (28 tháng Tám 1592 – 23 tháng Tám 1628) là sủng thần, thậm chí tình nhân - theo một số người đương thời, của James I của Anh. Bất chấp những sai lầm và thiên lệch trong hoạt động chính trị và quân sự, ông vẫn được vương thất tín nhiệm cho đến khi bị ám sát vào năm thứ ba của thời kỳ trị vì của Charles I của Anh.

## Tuổi trẻ
George Villiers ra đời ở Brooksby, Leicestershire, vào tháng 8 năm 1592, con trai của tòng nam tước George Villiers xứ Brokesby (1550–1604). Mẹ ông, Mary (1570–1632), con gái của Anthony Beaumont xứ Glenfield, Leicestershire. Chồng mất sớm, bà đã giáo dục cậu bé George như một triều thần tương lai, gửi cậu sang Pháp với ngài John Eliot.
Villiers được mẹ đầu tư cho ăn học tử tế, ông khiêu vũ rất cừ, đấu kiếm thành thạo, nói được tiếng Pháp và học rất giỏi. Giám mục Godfrey Goodman từng khen ngợi rằng Villiers "là người đàn ông điểm đắn nhất nước Anh, chân tay ông rắn chắc, nói năng có duyên và cư xử rất tử tế."

## Trong văn chương
Trong tác phẩm Ba người lính ngự lâm của Alexandre Dumas, ông đã xuất hiện với hình ảnh được hư cấu ít nhiều, giữ một mắt xích quan trọng trong mạch truyện với tư cách là Công tước xứ Buckingham, Thủ tướng Anh và người tình của Ana của Tây Ban Nha.